# Gertrudis Gómez de Avellaneda
Gertrudis Gómez de Avellaneda (Puerto Príncipe, 23 marzo 1814 – Madrid, 1º febbraio 1873) è stata una scrittrice cubana.
È considerata una figura di spicco del romanticismo spagnolo perché, sebbene nata a Cuba, scelse di vivere in Spagna fin dal 1836, e qui scrisse quasi tutte le sue opere. 

## Poetica
Mantenne un approccio personale e anticonformista verso la società e le sue problematiche e i suoi lavori destarono spesso scandalo, specialmente perché affrontavano tematiche come le divisioni sociali e l'amore interrazziale.
Il suo primo romanzo, Sab, pubblicato nel 1841, può essere considerata precursore del cosiddetto negrismo, la tendenza letteraria imputata agli autori creoli che nelle loro opere dipingevano in maniera positiva i neri o gli schiavi. Questo genere di opere era frequentemente scritto da donne anche perché non poche tra queste scrittrici, come nel caso della Gómez de Avellaneda, avevano capito il parallelismo tra la condizione femminile e quella dei neri.

### Sab
L'opera può essere paragonata a La capanna dello zio Tom della Stowe in quanto entrambe proteste letterarie contro la pratica dello schiavismo. Racconta di uno schiavo cubano, Sab, che si innamora della figlia del padrone, Carlota. Carlota sposa un ricco inglese, Enrique Otway, ma il libro insiste sulla superiorità morale di Sab, la cui anima è pura, rispetto a quest'ultimo, preoccupato soltanto del proprio guadagno.

## Opere
Tra gli scritti della Gómez de Avellaneda, oltre al già citato Sab, si annoverano romanzi (Espatolino, Dolores), poesie (raccolte nel libro Poesías) e alcune tragedie, sospese tra classicismo e romanticismo, come Munio Alfonso, Saúl e Baltasar.